# Denon

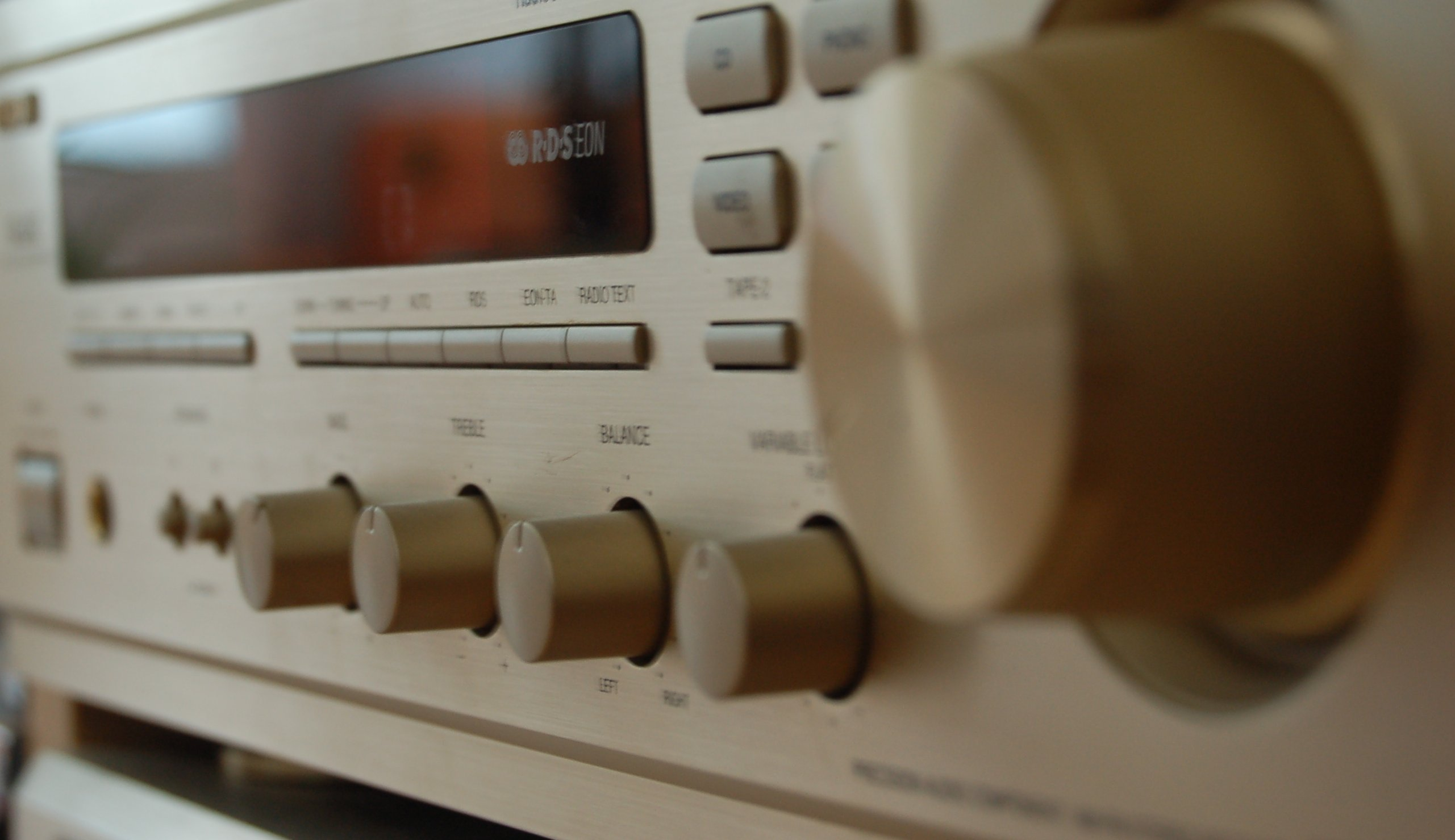
Denon DRA-1000,
RDS-Receiver (1999–2001)

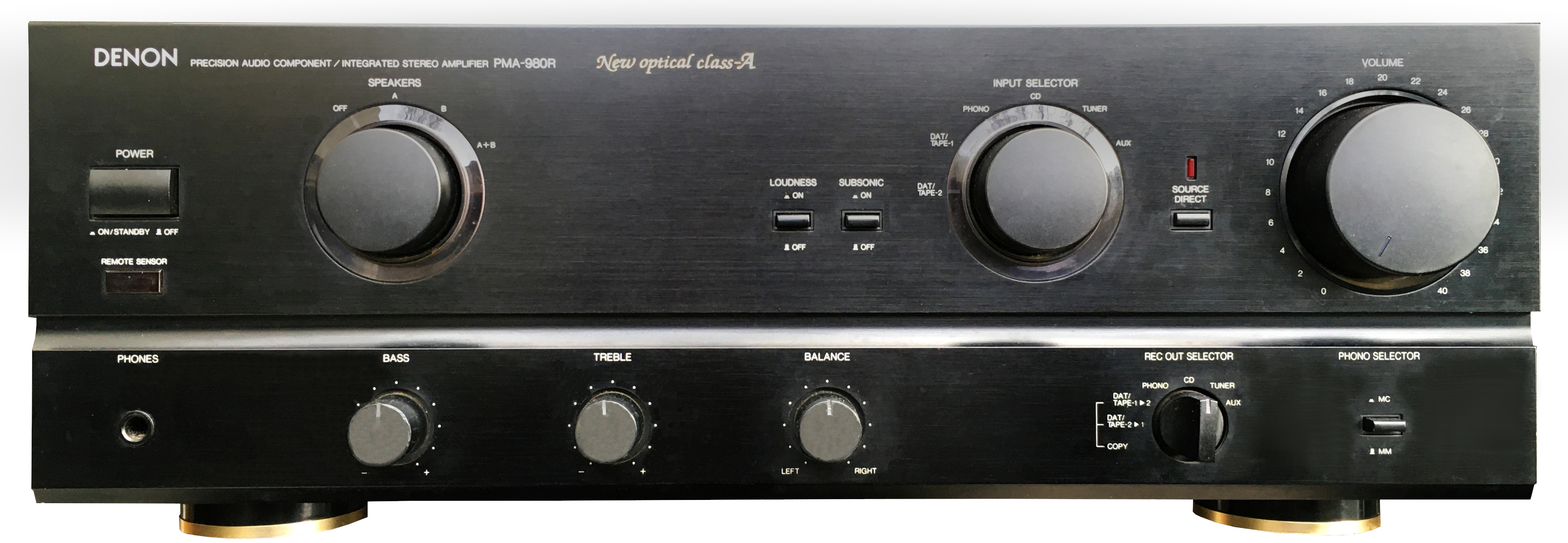
Vollverstärker PMA-980R, 1992

Denon ist ein Hersteller von Hi-Fi- und Heimkino-Produkten. Das Unternehmen wurde 1910 gegründet und führte unter anderem die digitale Puls-Code-Modulation-Audiotechnik (PCM) in den Massenmarkt ein, die als Grundlage für die Entstehung der Compact Disc angesehen wird. Denon gehörte mit Marantz und Bowers & Wilkins seit 2022 zum amerikanischen Medizintechnik-Konzern Masimo, der die gesamte Sparte Anfang 2025 jedoch stilllegte. Im Mai 2025 teilte Masimo mit, die gesamte Consumer-Audiosparte an Harman und damit an den Samsung-Konzern zu verkaufen.
Zu unterscheiden sind die (abgespaltenen) Marken Denon Professional und Denon DJ, die zur US-amerikanischen InMusic-Gruppe gehören.

## Unternehmensgeschichte
Im Jahre 1910 gründete der amerikanische Unternehmer Frederick Whitney Horn die Nippon Chikuonki Shoukai (Japan Recorders Corporation). Zusammen mit japanischen Handelspartnern führte er die ersten Produkte des neuen Unternehmens ein. Es waren eine einseitig bespielte Langspielplatte sowie ein Grammophon. Der heutige Markenname Denon wurde in den 1930er Jahren eingeführt.

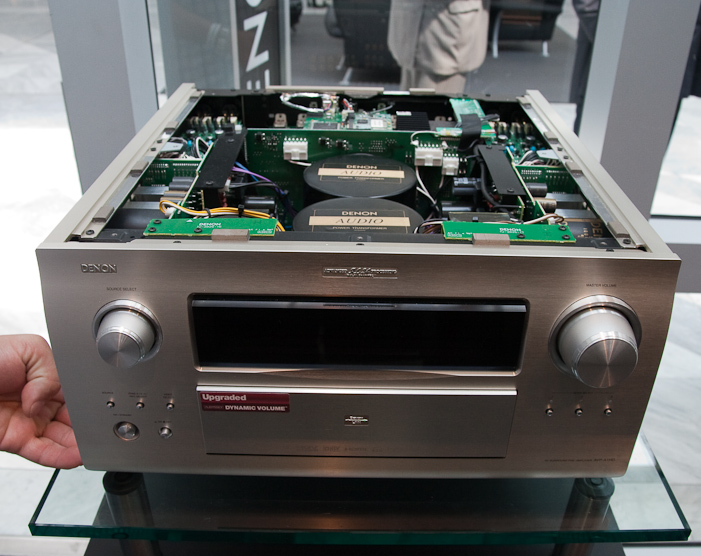
Denon AV-Receiver

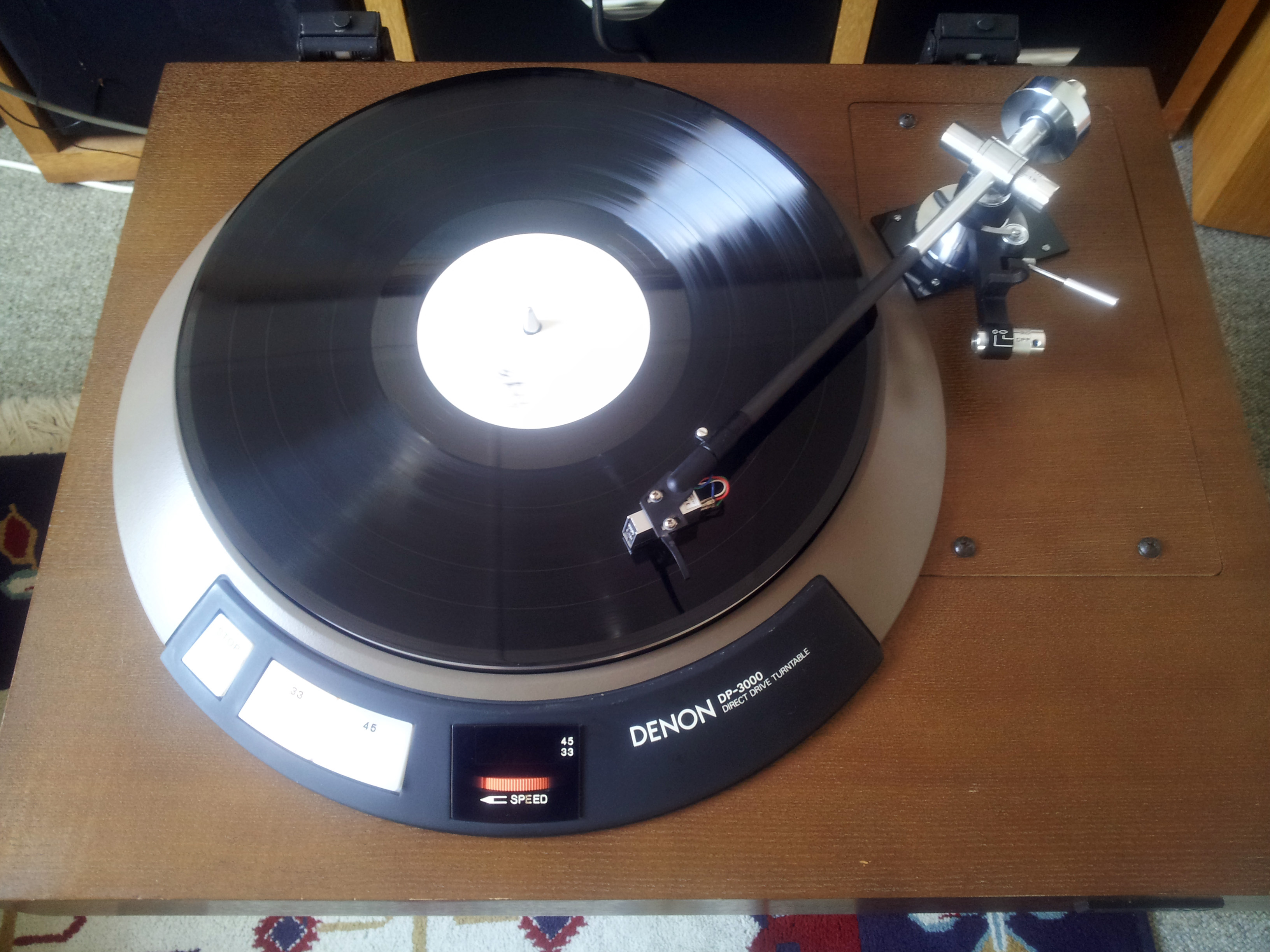
Denon DP-3000 Plattenspieler (1972)

Denon führte eine Reihe von Neuheiten ein, darunter das erste professionell einsetzbare Schallplattenaufnahmegerät (1939), die ersten Stereo-Schallplatten und Stereoanlagen in Japan (1951) und den ersten PCM-Rekorder, der die technologische Basis der heutigen CD darstellt (1970). Im Jahre 1982 brachte Denon mit den ersten CD-Spieler für den Heimgebrauch (Typ DCD-2000 - OEM:  Hitachi DA-1000) heraus. Bei der Einführung von Heimkino-Technologien führte Denon als Erster einen A/V-Verstärker mit Unterstützung von Dolby Digital ein und 2009 den ersten Universal Disc Player für Blu-ray Disc-Technik.
2002 fusionierte Denon mit dem Konkurrenten Marantz zu D&M Holdings Inc., ein Zusammenschluss aus Denon, Marantz, McIntosh, Boston Acoustics, Snell, Escient, Denon DJ, Calrec, D&M Professional und D&M Premium Sound Solutions, die später in D+M Group umbenannt wurde.
2017 übernahm die amerikanische Firma Sound United die D+M Group, die sie 2022 für angeblich 1,4 Milliarden US-Dollar an den amerikanischen Medizintechnik-Konzern Masimo verkaufte. Masimo legte jedoch Anfang 2025 die Audio-Sparte von Masimo Consumer still. Im Mai 2025 teilte Masimo mit, diesen Geschäftsbereich mit den Marken Denon, Marantz, Bowers & Wilkins und weiteren für 350 Millionen US-Dollar an Harman und damit an den Samsung-Konzern zu verkaufen, zu dem bereits viele andere Audiomarken wie AKG und JBL gehören.

## Denon als Plattenlabel
Denon war seit 1969 für mehrere Jahrzehnte ein Label für Schallplatten und CD-Veröffentlichungen der Nippon Columbia, vor allem im Bereich des Jazz und der klassischen Musik. Das Label wurde gegründet, um japanische Folk- und Popmusik zu veröffentlichen. 1971 wurde die erste Aufnahme veröffentlicht, die mit dem PCM-Verfahren digital aufgenommen worden war, ab 1972 folgten Werke klassischer Musik mit europäischen Interpreten (Mozarts Streichquartette KV 421 und 458 mit dem Smetana-Quartett). 1974 erfolgte mit Bachs Musikalischem Opfer (Paillard Chamber Orchestra) die erste PCM-Produktion in Europa. Ab 1976 kamen Jazzaufnahmen hinzu, die vor allem in New York City mitgeschnitten wurden, wie etwa One Tuesday in New York von Takashi Mizuhashi/Herbie Hancock als erste Produktion oder The Art of the Saxophone (1987) von Bennie Wallace. Zahlreiche Aufnahmen wurden zunächst von Reggie Workman produziert, wie von Archie Shepp, Tommy Flanagan, Jo Jones oder Billy Harper. Als 1982 die CD auf den Markt kam, hatte Denon bereits 400 Digitalaufnahmen gemacht. Das Label war in der Anfangszeit ökonomisch aber nicht erfolgreich. Das änderte sich, nachdem Sonny Lester 1986 als Produzent verantwortlich wurde. Seine erste Produktion war Long Live the Chief mit dem Count Basie Orchestra (Ghost Band unter Leitung von Frank Foster). Bis 1996 wurden mehr als 50 Jazzaufnahmen veröffentlicht, darunter solche mit Herbie Hancock, Charles Mingus, Abdullah Ibrahim, Count Basie und Carmen McRae, aber auch Newcomern wie Bob Berg und der Vokalband Ritz. Das Label kaufte später auch den Katalog von Savoy Records auf und veröffentlichte dessen Material. Der Katalog wird seit 2001 bei der Savoy Label Group geführt.